# Elección al Senado de los Estados Unidos en Iowa de 2022
La elección del Senado de los Estados Unidos de 2022 en Iowa se realizó el 8 de noviembre de 2022 para elegir a un miembro del Senado de los Estados Unidos para representar al Estado de Iowa. El actual senador republicano Chuck Grassley se enfrentará al candidato del Partido Demócrata, el militar retirado Michael Franken.
Grassley fue elegido por primera vez en 1980 y fue reelegido por última vez en 2016. Grassley, que cumplirá 89 años en septiembre de 2022, se presenta a la reelección para un octavo mandato. Dado que el senador Patrick Leahy se jubila el mismo año, si Grassley gana la reelección, será el miembro de mayor antigüedad en el Senado de los Estados Unidos, así como el miembro de mayor antigüedad en el Congreso de los Estados Unidos.